# Liste von Klöstern des Tibetischen Buddhismus in Sichuan
Dies ist eine Liste von Klöstern des Tibetischen Buddhismus in Sichuan. Die Liste ist nach der Gründungszeit chronologisch sortiert. Neben Hanyu Pinyin werden für die Ortsangaben die offizielle Umschrift für Ortsnamen der Volksrepublik China verwendet.

## Übersicht
Chinesisch (Pinyin/Kurzzeichen), Schule, Gründungszeit, Ort
- Gouxiang si 苟象寺, Bön, Ende 2. Jhd., Kreis Zoigê (Dzöge)
- Dingqin si 丁钦寺, Bön, Ende 6. Jhd., Kreis Dêgê (Dege/Derge)
- Gatuo si 嘎拖寺, Nyingma, 1162, Baiyü (Pelyül)
- Babang Shengjiao Falun si 八邦圣教法轮寺, Karma-Kagyü, 1181, Dêgê (Dege/Derge)
- Bangtuo si 棒托寺, Nyingma, 1271–1368,
- Cuo'erji si 错尔基寺, Jonang, 1398, Kreis Rangtang
- Gengqing si 更庆寺  Sakya, 1448, Dêgê (Dege/Derge)
- Donggu si 东谷寺, Gelug, 1474, Garzê
- Qiuji si 求吉寺, Sakya, 1498, Zoigê (Dzöge)
- Zhuqing si 竹庆寺, Nyingma, 1552, Dêgê (Dege/Derge)
- Changqing Chunker si 长青春科耳寺 Gelug, 1580, Lithang
- Qupi si 曲披寺, Gelug, 1580, Qagchêng (Chathreng)
- Muli da si 木里大寺, Gelug, 1584, Muli
- Ganzi si 甘孜寺, Gelug, 1662, Garzê
- Dajin si 大金寺, Gelug, 1662, Kreis Garzê
- Lingque si 灵雀寺, Gelug, 1662, Dawu (Ta´u)
- Dazha siyuan 达扎寺院, Gelug, 1663, Zoigê (Dzöge)
- Baiyu si 白玉寺, Nyingma, 1675, Baiyü (Pelyül)
- Huiyuan si 惠远寺, Gelug, 1728, Dawu (Ta´u)
- Guangfa si 广法寺, Gelug, 1776, Jinchuan (niandai xi gai zong shi niandai)